# Sent Gal
Sent Gal (en francès Saint-Gal) és un municipi francès situat al departament del Losera i a la regió d'Occitània.